# Julián David Arredondo Moreno
Julián David Arredondo Moreno (Ciudad Bolívar, Antioquia, 30 de juliol de 1988) és un ciclista colombià, professional des del 2012. Actualment corre a l'equip Nippo-Vini Fantini. Els seus bons resultats el 2013, amb victòries a la general del Tour de Langkawi i Kumano, i la segona posició a la Volta al Japó, li van servir per a guanyar la general de l'UCI Àsia Tour. Així mateix, aquests resultats li van obrir les portes al Trek Factory Racing, de l'UCI World Tour de cara al 2014.

## Palmarès
- 2006
  -  Campió de Colòmbia en ruta júnior
- 2010
  - 1r al Gran Premi Folignano
  - 1r a la Coppa Varignana
- 2012
  - Vencedor d'una etapa al Volta al Japó i 1r de la classificació de la muntanya
- 2013
  - 1r a l'UCI Àsia Tour
  - 1r al Tour de Langkawi i vencedor d'una etapa
  - 1r al Tour de Kumano i vencedor d'una etapa
- 2014
  - Vencedor d'una etapa al Giro d'Itàlia i  1r del Gran Premi de la muntanya
  - Vencedor de 2 etapes al Tour de San Luis

### Resultats al Giro d'Itàlia
- 2014. 61è de la classificació general.  1r del Gran Premi de la muntanya i de la Combativitat

### Resultats a la Volta a Espanya
- 2014. Abandona (15a etapa)

### Resultats al Tour de França
- 2015. 124è de la classificació general